# بمبئی به گوا
بمبئی به گوا (انگلیسی: Bombay to Goa) یک فیلم به کارگردانی اس. راماناتان است که در سال ۱۹۷۲ منتشر شد. از بازیگران آن می‌توان به آمیتاب باچان، نظیر حسین و آریونا ایرانی اشاره کرد.